# Bellagio (hotel e casinò)
Il Bellagio è un resort (ossia una struttura polivalente che funge da hotel, casinò, ristorante, centro congressi e ospite di avvenimenti sportivi) situato nel comune di Paradise, nel Nevada, al 3600 di Las Vegas Boulevard South, nella Las Vegas Strip.
Il casinò ha aperto la sua attività il 15 ottobre 1998 ed è di proprietà della MGM Resorts International, precedentemente una catena di resort controllata dal magnate multimiliardario Kirk Kerkorian.

## Storia

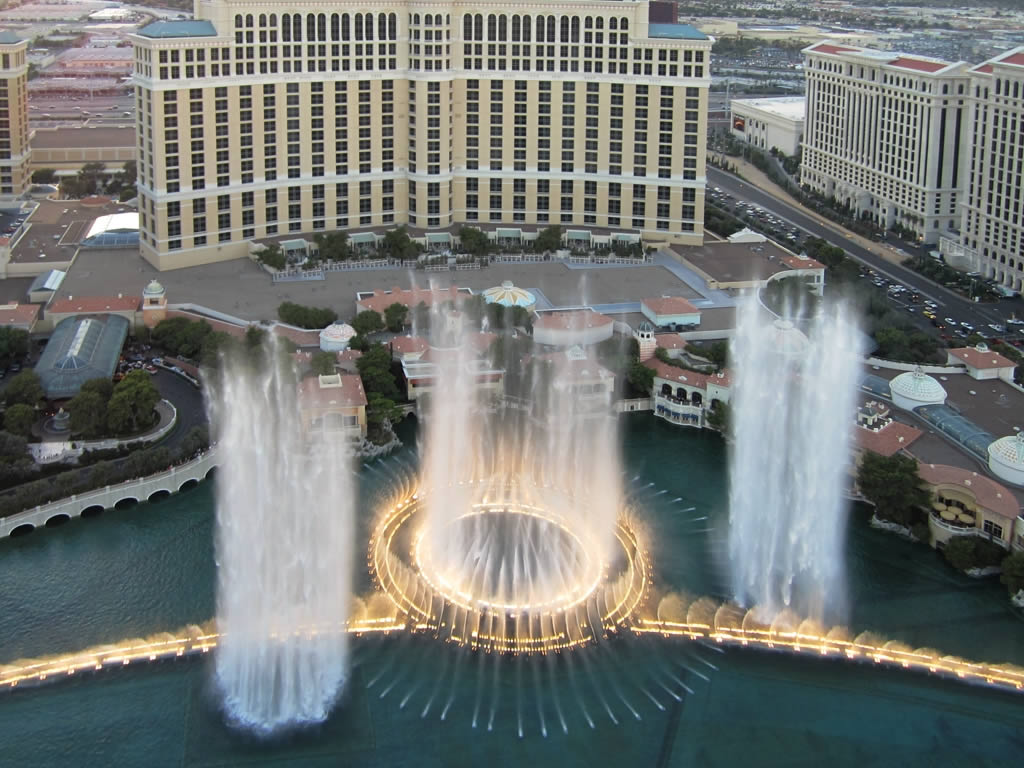
Fontane viste dall'alto

La struttura è stata ideata dal tycoon dei casinò Steve Wynn, CEO della Mirage Resort sul terreno in cui prima si ergeva il casinò Dunes. Steve Wynn si era innamorato del Lago di Como trascorrendo le vacanze assieme alla moglie Elain, tra Bellagio e Lierna, e decise di costruire un resort nella città di Las Vegas ispirato al Grand Hotel Villa Serbelloni, dandogli il nome di Bellagio.
Al momento della sua apertura si trattava del più costoso albergo mai costruito nella storia, infatti si calcola che la società che lo edificò spese circa 1,6 miliardi di dollari americani. L'attività è stata inaugurata alle 23 circa del 15 ottobre 1998, per l'inaugurazione venne organizzata una festa particolarmente ricca di VIP e di spettacoli di molti artisti famosi (tra questi il Cirque du Soleil) che portarono i costi dell'inaugurazione ad una cifra stratosferica di 88 milioni di dollari.
Nel 2000 la Mirage Resort si fuse con la MGM Grand Inc. dando vita alla MGM Resorts International, attuale proprietaria dell'edificio.

## L'albergo
Il Bellagio è modellato sullo stile delle case e del paesaggio presenti sul lago di Como, il nome stesso della struttura è ripreso dal comune di Bellagio. È ispirato al Grand Hotel Villa Serbelloni, dove Steve Wynn trascorse le vacanze assieme alla moglie Elaine e venne ispirato dall'eleganza e dalla sofisticatezza della struttura.
La capacità alberghiera del Bellagio è tra le più ampie del mondo, infatti dispone di 3.933 stanze, di cui molte sono suite. All'interno dell'albergo sono presenti moltissimi ristoranti che preparano diversi tipi di cibi, alcuni di essi sono molto famosi, come per esempio il ristorante francese Le Cirque, altri importanti sono il Circo, Picasso, Michael Mina, Jasmine, Lago, Spago, Yellowtail  e il Prime Steakhouse. Nell'edificio è presente anche un conservatorio botanico che cambia in funzione delle stagioni. Fu il primo hotel della storia di Las Vegas ad offrire ai visitatori una vera e propria galleria d'arte in cui venivano esposti quadri di artisti come Renoire, Cezanne, Picasso. 

## Il casinò
Il Bellagio è una delle più importanti case da gioco del mondo, infatti al suo interno i giocatori possono usufruire di una superficie di 10.776,75 m² dedicati al gioco d'azzardo. Inoltre è spesso meta del World Poker Tour.

## Le fontane

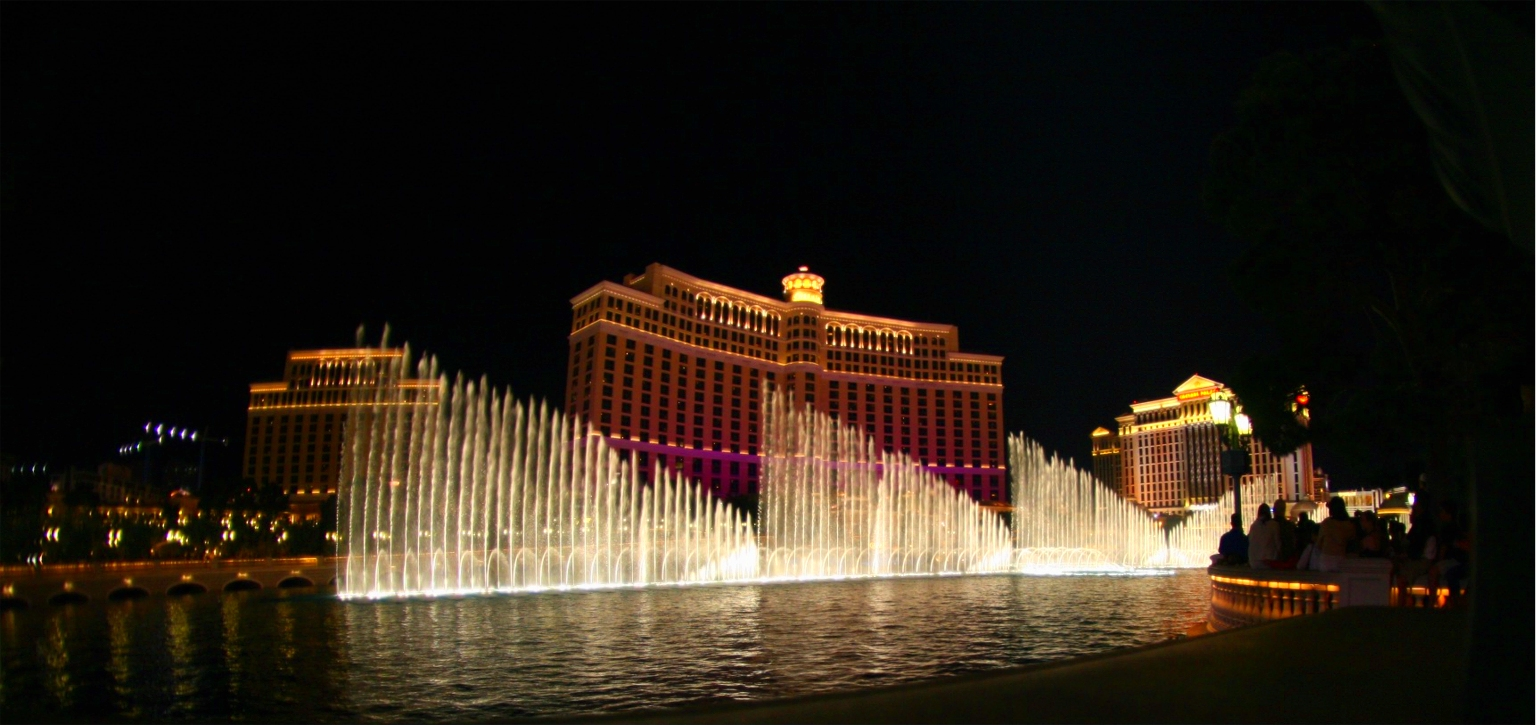
Il Bellagio di notte e le fontane

L'attrazione principale dell'Hotel è costituita dalle famose fontane: si tratta di uno spettacolo di giochi d'acqua, luci e musica che si svolge nell'ampio lago artificiale prospiciente l'albergo. Lo spettacolo, della durata di pochi minuti, si ripete ciclicamente durante il pomeriggio ogni 30 minuti e la sera (dalle 20 alle 24) ogni 15 minuti: una serie di getti d'acqua mista ad aria compressa si muovono ed esplodono a ritmo di musica, formando spettacolari coreografie e colonne d'acqua alte fino a 76 metri. Ben 4500 fonti luminose rendono ancora più spettacolare l'attrazione nelle ore notturne. Dal 2005 sono stati aggiunti dei getti (tiratori) estremi, la cui colonna d'acqua raggiunge i 40 m di altezza.
Tra le canzoni utilizzate per lo spettacolo figura anche Con te partirò del cantante e tenore italiano Andrea Bocelli.
Si stima che il costo totale di costruzione delle fontane sia stato di 50 milioni di dollari.

## Il Bellagio nei media
Nel film Ocean's Eleven - Fate il vostro gioco, il Bellagio è il casinò dotato di caveau contenente i soldi del medesimo e degli altri due casinò (Mirage e MGM Grand) che verrà rapinato dalla squadra di Danny Ocean.
Nel film Una notte da leoni, i quattro protagonisti, Doug, Alan, Stu e Phil, giocano a dadi al Bellagio.
Una versione parodistica del resort è presente in World of Warcraft prendo il nome di "Gallagio" facendo un gioco di parole con il nome del suo proprietario Jastor Gallywix.